# Plectroninia celtica
Plectroninia celtica är en svampdjursart som beskrevs av Könnecker och Freiwald 2005. Plectroninia celtica ingår i släktet Plectroninia och familjen Minchinellidae.
Artens utbredningsområde är havet kring Irland. Inga underarter finns listade i Catalogue of Life.